# 明基纽
明基紐（緬甸語： 發音：[mɪ́ɴdʑíɲò]，1459年—1530年），一譯明吉瑜，緬甸東吁王朝第一代君主，1510年至1530年在位。
明基紐是東吁總督明西都的女婿，1485年繼承總督之位。其在位期間，東吁逐漸強大，成為一個獨立的小王國。1510年，明基紐正式宣佈脫離阿瓦王朝獨立。他成功使東吁脫身於緬甸的混戰之外，接收了大量逃離撣邦襲擊的阿瓦難民。在位期間國家穩定。死後，由其子德彬瑞梯繼位。